# Arnošt Hrabal
Arnošt Hrabal, auch Ernst Hrabal (* 4. Dezember 1886 in Buchlowitz in Mähren; † 3. Dezember 1969 in Buchlovice), war ein mährischer Künstler und römisch-katholischer Priester. Er ist bekannt für seine expressiven Holzschnitte, oft mit religiösen oder düsteren Themen und mit religiös aufgeladenen Wald- oder Baumdarstellungen.

## Leben und Werk
Hrabal besuchte das deutsche Gymnasium in Ungarisch-Hradisch, wollte Maler und Priester werden. Er studierte Katholische Theologie an der Theologischen Fakultät der Universität Olmütz. Nach der Priesterweihe 1910 wurde er Kaplan in Německá Libina im Sudetengebirge, „... das auf mich den denkbar größten Eindruck machte und meine eigentliche Heimat geworden ist. Dort kämpft jeder Baum um sein Dasein.“ Gegen den Willen und ohne Erlaubnis seiner Vorgesetzten fuhr er nach Wien und studierte 1912–1913 an der Graphischen Versuchs- und Lehranstalt und privat bei Robert Scheffer in Wien. Er studierte auch an der Akademie der bildenden Künste Wien bei Christian Griepenkerl und Alois Delug. Er war Mitglied der Wiener Secession und des Hagenbundes. Sein Studium wurde durch den Ersten Weltkrieg unterbrochen. Seine Erfahrungen aus dem Krieg ließen ihn wieder das Priesteramt ergreifen. Ab 1924 studierte Hrabal an der Akademie der Bildenden Künste Prag bei dem mährischen Maler und Bildhauer Jakub Obrovský und arbeitete als Geistlicher im Altvatergebirge, wo er 1924–1926 den Zyklus von 22 Holzschnitten „Lesy“ (Wälder) schuf. Er schuf hauptsächlich Holzschnitte und bibliophile Gedichtausgaben (Petr Bezruč: Hrabyň, Jan Neruda: Balada horská usw.), aber auch Exlibris, Neujahrskarten usw. 1925 war er Kaplan auf Schloss Třebovice bei Ostrava (Ostrau).
Während des Zweiten Weltkriegs musste Hrabal Nordmähren verlassen und kehrte endgültig zurück nach Buchlovice. Seine Holzschnitte wurden 1926 mit einer Einleitung von Jaroslav Durych veröffentlicht. Hrabal widmete sich auch der Figurenschöpfung. Er war Mitglied des Verbandes mährischer Künstler (SVUM) in Hodonín, mit dem er häufig ausstellte. Er war auch Mitglied der Literarischen und Künstlerischen Gesellschaft in Olmütz. Er nahm an Ausstellungen beider Vereine teil, zuletzt wurden seine Werke 1977 auf der Gemeinschaftsausstellung in der GVU in Mährisch Ostrau ausgestellt. Hrabal starb einen Tag vor seinem 83. Geburtstag in Buchlovice. Anlässlich seines 110. Geburtstages wurde 1996 im Schloss Buchlovice eine Ausstellung seiner Werke organisiert.
Einzelausstellungen seiner Werke wurden 1925 in Wien gezeigt, 1936 und 1942 im südmährischen Hodonín, (mit dem Graphiker Karel Němec, 1879–1960, aus Nové Město na Moravě), 1966 in Prag (Ausstellungshalle der Volksdemokratie) und 1996 in Buchlovice.

## Zitat
Arnošt Hrabal 1925 in einer Selbstbeschreibung: „Meine Vorfahren waren Schmiede und Bauern; sie hatten Sinn für die Bibel und Musik. Eine geschriebene Bibel vererbte sich von Geschlecht zu Geschlecht, sie war die beliebteste Lektüre und das Heiligtum der Familie. Ein Onkel war Kapellmeister bei einem österreichischen Regiment. Mein Vater war Kürschner, der auf den Bauernpelzen mit Vorliebe Blumenornamente anbrachte. Als das Gewerbe nachließ, wurde er Landbriefträger. Die Wanderung ging durch große tiefe Wälder an der Burg Buchlau vorüber. Es war meine größte Freude, wenn ich den Vater auf der Wanderung durch die Wälder begleiten durfte. Da wurde der Wald mein schönstes und tiefstes Erlebnis, mein Schicksal. Zu Hause hielt der Vater gerne Vögel und Blumen; er war still und schweigsam, in sich gekehrt, immer in Gedanken versunken. Die Mutter dagegen war das heitere, liebe Element.“